# 21546 Konermann
21546 Konermann è un asteroide della fascia principale. Scoperto nel 1998, presenta un'orbita caratterizzata da un semiasse maggiore pari a 2,6555301 UA e da un'eccentricità di 0,0232982, inclinata di 14,69508° rispetto all'eclittica.